# Telenassa teletusa
Telenassa teletusa är en fjärilsart som beskrevs av Jean Baptiste Godart 1823. Telenassa teletusa ingår i släktet Telenassa och familjen praktfjärilar. Inga underarter finns listade i Catalogue of Life.